# 海南木莲
海南木莲（学名：Manglietia hainanensis），为木兰科木莲属下的一个种。其种加词“hainanensis”意为“海南的”。
现接受名为木莲海南变种（Magnolia fordiana var. hainanensis (Dandy) Noot., 2008）。